# 카사 데 캄포

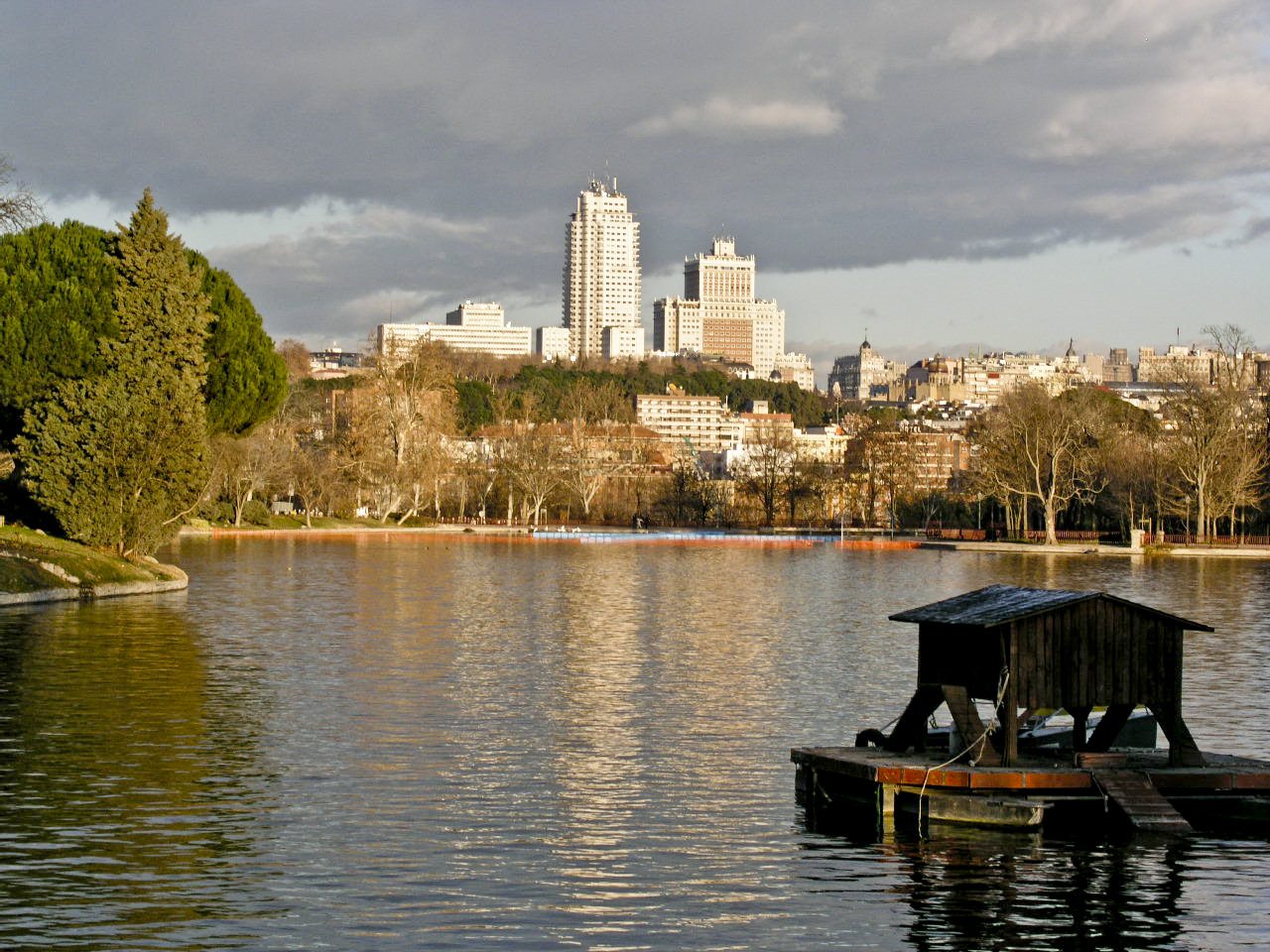
카사 데 캄포

카사 데 캄포(스페인어: Casa de Campo)는 스페인 마드리드에 위치한 스페인 최대의 도시 공원이다. 이전에는 왕실의 사냥터였으며며, 부지 면적은 1,700 헥타르 (6.6 평방마일) 이상이다.
공원 내에는 유원지 마드리드 놀이공원(Parque de Atracciones de Madrid)과 마드리드 동물원이 있다. 주변에는 다람쥐와 토끼, 다양한 종류의 새와 같은 야생 동물을 볼 수 있다. 최근 호수 근처에서 많은 매춘부가 영업하고 있으며, 카사 데 캄포는 주요 매춘 지역으로 지정되어 있다.

## 같이 보기
- 마드리드 아레나